# Bezirkszentralbibliothek Philipp Schaeffer
Die Bezirkszentralbibliothek Philipp-Schaeffer, ehemals Hauptbücherei der Städtischen Volksbücherei Berlin-Mitte, ist eine öffentliche Bibliothek im Berliner Ortsteil Mitte und die Bezirkszentralbibliothek der Stadtbibliothek Berlin-Mitte. Die Bibliothek wurde 1951 nach dem Orientalisten, Sinologen und Widerstandskämpfer Philipp Schaeffer benannt, der hier von der Bibliothekseröffnung im Dezember 1928 bis März 1932 arbeitete.

## Lage
Die Bibliothek liegt in der Brunnenstraße gegenüber dem Weinbergspark an der Kreuzung mit der Invalidenstraße / Veteranenstraße. In unmittelbarer Nähe liegt die Straßenbahnhaltestelle Brunnenstraße/Invalidenstraße und der nördliche Zugang zum U-Bahnhof Rosenthaler Platz der Linie U8.

## Geschichte

### Gründung 1928
Nach der Gründung von Groß-Berlin blieben die bestehenden fast 50 Einrichtungen in Alt-Berlin weiterhin der Berliner Stadtbibliothek zugeordnet, während in den 14 Außenbezirken bereits eigenständige Bibliothekseinrichtungen bestanden oder sich entwickelten. Erst 1926 wurde ein Gesetz zur Neustrukturierung der bestehenden Bibliotheken verabschiedet, nach dem jeder Bezirk eine Stadtbücherei als zentrale Einrichtung gründen sollte, mit Nebenstellen je nach Größe und Einwohnerzahl.
Der junge Literaturwissenschaftler Johannes Beer übernahm kurz nach seiner Promotion die Einrichtung der Bibliotheken im Bezirk Mitte. Da es in der Adalbertstraße 41 und der Klosterstraße 65–68 bereits Einrichtungen gab, entschied er sich für die Brunnenstraße als Standort, in den bisher unterversorgten Einzugsbereichen für die Rosenthaler Vorstadt, die Oranienburger Vorstadt und die Spandauer Vorstadt, wo sich in der Brunnenstraße 181 geeignete Räumlichkeiten fanden. Die zuvor von einer Zigarettenfabrik genutzten Räume (516 m² im ersten Obergeschoss und 317 m² im zweiten), wurden zum 1. Januar 1928 übernommen und umgebaut.
Die Bibliothek wurde am 8. Dezember 1928 als erste moderne zentrale Bezirksbibliothek mit einem Bestand von ca. 7000 Bänden eröffnet. Sie übernahm die Bestände der ehemaligen Heimannschen Bibliothek in der Kreuzberger Alexandrinenstraße 26, die 1920 an die Stadt Berlin übergeben worden war. An der Eröffnungsfeier nahm der Oberbürgermeister Gustav Böß und der Bezirksbürgermeister Fritz Schneider teil.
Es gab einen Lesesaal, einen Vortragssaal, eine Kinderlesehalle und eine Jugendausleihe. Der Bestand konnte bis zum 1. April 1929 auf 16.000 Bände erweitert werden und wuchs bis 1934 auf 34.000 an. Die Bezirksbibliothek und die zwei Zweigstellen beschäftigten zwölf bibliothekarische Fachkräfte, fünf weitere Mitarbeiter und sechs Hilfskräfte und hatte zwei Volontärstellen und vier Praktikantenplätze. Zu ihnen gehörte auch Phillip Schaeffer, der im März 1927 in der Zweigstelle Adalbertstraße als „geistiger Notstandsarbeiter“ begann und mit der Eröffnung der neuen Bibliothek die Leitung des Lesesaals übernahm. Zu seinen Aufgaben gehörte auch die Katalogisierung des Buchbestandes der ehemaligen Heimannschen Bibliothek, durch die eine der besten sozialwissenschaftlichen Sammlungen in Berliner Bibliotheken entstand.

### Während der NS-Zeit
Nachdem am 26. April 1933 eine schwarze Liste unerwünschter Literatur und anderer Medien veröffentlicht wurde, schlossen alle städtischen öffentlichen Bibliotheken vom 1. Juli bis 15. August 1933, um die unerwünschten Medien auszusortieren. Zusätzlich wurden mehrere Bibliothekare entlassen. Das Kriegsende in Berlin erlebte die Bücherei als einzige im Bezirk ohne größere Beschädigungen.

### Wiederaufbau nach Kriegsende
Bereits kurz nach Kriegsende konnte die Bücherei einen provisorischen Betrieb aufnehmen. Zunächst wurden die verbliebenen Bestände neu geordnet und von nationalsozialistischem Schrifttum „gesäubert“. 400 Leser wurden aufgefordert, die vor der kriegsbedingten Schließung ausgeliehenen Bücher wieder zurückzubringen, wodurch immerhin 700 Bände zurückkamen. Am 1. Dezember verfügte die Bücherei bereits wieder über 11.000 Bände und die neu eröffnete Zweigstelle in der Brüderstraße über 2000.

### Hauptbibliothek Mitte während der Teilung
Die Teilung der Stadt brachte auch für die Mitarbeiter gravierende Veränderungen, sodass viele in die ihrer politischen Überzeugung entsprechende Stadthälfte wechselten. Die Leitung des Büchereiwesens im Bezirk Mitte übernahm 1948 die vom Büchereiamt Reinickendorf kommende Widerstandskämpferin Margarethe Busch (1893–1986), eine der ersten Absolventinnen der Berliner Büchereischule. Wie der Schriftsteller Günter de Bruyn, der 1949/50 dort ein Praktikum zu seiner Ausbildung als Bibliothekar an der Berliner Büchereischule machte, wurde Mitarbeiterinnen aus dem Westsektor nahegelegt, den Wohnort zu wechseln oder die Stelle im Ostsektor aufzugeben.

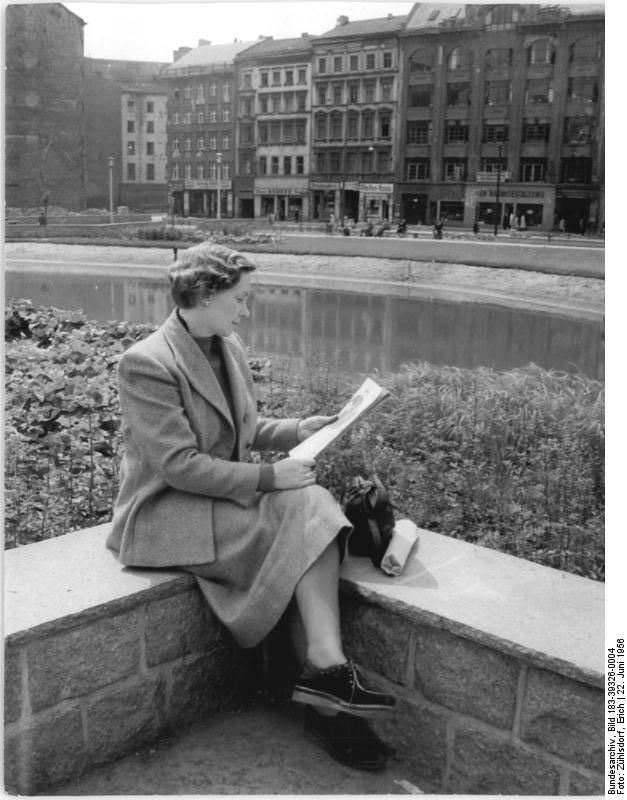
Volkspark am Weinbergsweg 1956, im Hintergrund die Brunnenstraße 181

Im Frühjahr 1952 entwickelte sich die Initiative zur Benennung nach Philipp Schaeffer, der hier von der Bibliothekseröffnung im Dezember 1928 bis März 1932 arbeitete und am 13. Mai 1943 in Plötzensee wegen seines Widerstands gegen die NS-Diktatur hingerichtet wurde. Nach der Einwilligung der Witwe Schaeffers, Ilse Schaeffer, erfolgte die Namensgebung am 12. September 1952 im Rahmen der von der Vereinigung der Verfolgten des Naziregimes veranstalteten „Internationalen Kampfwoche gegen Krieg und Faschismus“. Allerdings musste die Bibliothek sich die Bibliothek 1954 verkleinern, im 1. Obergeschoss entfielen 274 m², dafür kamen 9 m² im zweiten Obergeschoss dazu.
Durch den Bau der Mauer am 13. August 1961 wurde als Nebeneffekt das Eindringen von "unerwünschten literarischen Erzeugnissen" aus dem Westen verhindert. Dies bot die Gelegenheit die, allerdings auch im Westen, verpönten Groschenhefte und Schmöker und andere "Schundliteratur" aus dem Verkehr zu ziehen. In einer groß angelegten "Schmöker-Umtausch-Aktion", an der 1962 im Stadtbezirk Mitte neben zwei Schulen auch die Kinderbibliothek teilnahm und bei der drei Schmöker gegen ein gutes Buch umgetauscht wurden, kamen etwa 700 umgetauschte Hefte zusammen.
Eine weitere Verkleinerung der Räume, der die Kinderbibliothek, ein Lesesaal und interne Arbeitsräume zum Opfer fielen, gab es 1963 als die Rechtsträgerschaft des Grundstückes an das VEB Möbelkombinat Parart überging. Konfrontiert mit den verkleinerten Räumlichkeiten, entschloss man sich den Betrieb auf Freihandverkehr umzustellen, wa damals nicht selbstverständlich war, denn dieses System war im Westen gebräuchlich, während das als Vorbild dienende sowjetische Büchereiwesen nur die Magazinbibliothek kannte. Die eingeschränkte Raumsituation führte schließlich dazu, dass die Bedeutung der Hauptbibliothek Mitte trotz mehrfacher Auszeichnung „für hervorragende Leistungen im Sozialistischen Wettbewerb der Berliner Stadtbibliotheken“ auf das Niveau einer Kiezbibliothek herabsank. Es wurde sogar erwogen den Standort Brunnenstraße aufzugeben, doch kam es bis zum Ende der DDR nicht dazu, da sich kein geeigneter Ersatzstandort fand.

### Nach der Wiedervereinigung
Im wiedervereinten Berlin mussten die sich getrennt entwickelten Bibliothekswesen von Ost und West wieder miteinander verbunden werden. Der Bestandsaufbau der Bibliotheken im Ostteil wurde stark gefördert aber durch Sparmaßnahmen des Senats eingeschränkt. Durch die zum 30. Juni 1990 ausgesprochene Kündigung der Räume durch die Firma Parat wegen Eigenbedarf war die Zukunft des Standorts gefährdet. Weiterhin wurden die Mitarbeiter als Beschäftigte des öffentlichen Dienstes einer Stasi-Überprüfung unterzogen. Die Schließung konnte durch Aktionen der Mitarbeiter und der anderen Beteiligten abgewendet werden, sodass der traditionsreiche Standort erhalten blieb.
Zunächst kam es zu einer Zwischenlösung: Am 1. Februar 1992 eröffnete die Bibliothek im dritten Quergebäude auf 420 m². Für die neu einzurichtenden Räume wurde Ideen entwickelt und ein Konzept für das Raumprogramm der neuen Hauptbibliothek erarbeitet:
1. Zentrum für Kultur – Bildung – Information
2. Aufenthaltsort und Treffpunkt
3. Bibliothek als Veranstaltungszentrum
4. Zusammenarbeit mit anderen Einrichtungen

Das Architekturbüro Abelmann + Vielain, das auch die Sanierung des Gebäudekomplexes geleitet hatte, übernahm die Planung der neuen Räume, die nun 2200 m² umfassten. Wichtig war dabei die Integration der Neubauten in den vorhandene Stahlskelettbau, der sich auch für die neue Nutzung als flexibel genug erwies. Die Unterkellerung konnte für die Kinderbibliothek mit 500 m² genutzt werden. Die beiden Kinderbibliotheken in der Griebenowstraße und der Rosa-Luxemburg-Straße fanden erhielten zum 19. Februar 1994 im 1. Quergebäude eine vorübergehende Unterkunft, bevor sie mit der Eröffnung der Bibliothek ihren heutigen Platz in den Kellerräumen fanden.
Bis zum Frühjahr 1996 waren die Bauarbeiten abgeschlossen. Nach Abschluss des Umzugs und der Neueinrichtung konnte die Bibliothek nach vier Jahren Zwischenlösung am 10. Juni 1996 eröffnet werden.

## Profil
Die Bibliothek bezeichnet sich als Szenetreffpunkt und eine der innovativsten Bibliotheken der Stadt im Zentrum der Neuen Mitte Berlins. Kennzeichnend sind die puristisch eingerichteten Räume mit Loftambiente, die 1996 in den Brunnenhöfen, einem typischen Berliner Gewerbehof der Jahrhundertwende, eingerichtet wurden. Eine besondere Attraktion ist die großzügig eingerichtete Kinderbibliothek im Untergeschoss mit ihren zahlreichen Rückzugsnischen und Möglichkeiten zum Vorlesen.
Wie in den anderen Bibliotheken Berlins gibt es kostenlosen Internetzugang über WLAN und im Computerzentrum diverse PC-Arbeitsplätze mit Office-Anwendungen. Zur Nutzung in der Bibliothek können Laptops ausgeliehen werden. Scanner, Farblaserdrucker, Kopierer und ausleihbare E-Book-Reader runden das Angebot ab. Ein Ruhebereich unterhalb des vierten Hofes mit Glasdach bietet Entspannungsmöglichkeiten. Darüber gibt es einen Lesegarten im Freien.
An drei Tagen wird für Kinder Hausaufgabenhilfe / Lernunterstützung angeboten.

## Medien
Die Bibliothek hat einen Bestand von 118.000 Medien, worunter sich ca. ein Drittel Audiovisuelle Medien befinden. Allein 24.000 Medien gehören zum Kinderbereich. Schwerpunkte sind die Bereiche Film und Musik, Hörbücher und englischsprachige Audiobooks sowie EDV-Literatur und Reiseführer. 140 Zeitungen und Zeitschriften werden vorgehalten.

## Kooperationspartner
- Berliner Bücherinseln

Die Berliner Bücherinseln sollen Grundschulkindern einen erlebnisreichen Zugang zu Literatur ermöglichen. Kinter treffen Menschen, die unmittelbar an der Entstehung von Literatur beteiligt sind. Ziel ist das Erfahren, das Entdecken von Literatur. Die Veranstaltung findet seit 2009 in mehreren Berliner Bibliotheken und Buchhandlungen statt.
- Deutscher Hörbuchpreis e. V.

Der Deutsche Hörbuchpreis wird seit 2003 jährlich an Bearbeiter, Regisseure und Sprecher der besten Hörbücher des Vorjahres verliehen. Seit 2009 präsentiert der Deutsche Hörbuchpreis e. V. einen der Preisträger innerhalb einer Veranstaltung im Rahmen von HörGut Berlin-Mitte. Unter dem Motto „Gestern auf der Messe – heute in Berlin“ präsentiert die Stadtbibliothek Mitte in der Philipp-Schaeffer-Bibliothek Hörbücher aus den aktuellen Herbst- und Frühjahrsprogrammen der Verlage.
- internationales literaturfestival berlin

Die Sektion Internationale Kinder- und Jugendliteratur bietet ein breit gefächertes Lesungs- und Veranstaltungsangebot für junge Zuschauer aber auch an Erwachsene, die sich für Kinder- und Jugendliteratur interessieren. Jedes Jahr werden circa 15 überwiegend internationale Autoren und Illustratoren eingeladen, die ihre Bücher in Berlin vorstellen. Seit mehreren Jahren finden in der Kinderbibliothek Lesungen, Workshops und Werkstattgespräche statt.  Die Bibliothek ist Ausstellungsort von „Das außergewöhnliche Buch“.
- mediencollege. Berlin

Das in der Nähe gelegene mediencollege Berlin ist eine Berufsfachschule für Design sowie für Textiltechnik und Bekleidung. Als Bildungspartner realisierte das mediencollege Berlin gemeinsam mit der Philipp-Schaeffer-Bibliothek Ausstellungen und Ausstellungsdesign mit Arbeiten der Berufsschüler und kooperiert bei Veranstaltungen im Makerspace.

## Veranstaltungsangebot
Die Bibliothek bietet Fortbildungsveranstaltungen für Pädagogen zum Thema Buch an, auf denen die Benutzungsmöglichkeiten und das Potenzial für die eigene Arbeit gezeigt wird. Im Rahmen der Lese- und Sprachförderung finden Klassen- und Gruppenführungen statt. In Zusammenarbeit mit Kooperationspartnern gibt es regelmäßig Lesungen und Ausstellungen von Verlagen.

## Makerspace
Im Rahmen des Projekts Digitale Welten des Verbunds der Öffentlichen Bibliotheken Berlin entstand in der Philipp-Schaeffer-Bibliothek ein Raum fürs Machen, Tüfteln und Kreativität, in dem Bibliotheksnutzer sich eigenhändig kreativ und produktiv verwirklichen können. Foto, Film, Design und Mode bilden die inhaltlichen Schwerpunkte dieses neu erschaffenen Raums. In Zusammenarbeit mit dem mediencollege Berlin entsteht ein abwechslungsreiches Workshop-Programm mit entsprechenden kiezrelevanten Themen. Hierfür bietet der Makerspace Veranstaltungen an wie: Grundkenntnisse im Zeichnen, Einführung in den Textildruck, Digitalisierungswerkstatt für Dias, Bilder und Schallplatten, Einführung in die Nähmaschine oder Einführung in den 3D-Druck.

## Gebäude
Der Brunnenhof ist ein denkmalgeschütztes Gebäude, das zwischen 1908 und 1909 nach Plänen des Baumeisters Richard Bloos entstand. Durch die Stahlskelettbauweise ist eine variable Nutzung möglich, sodass neben Ladenlokalen im Erdgeschoss eines der modernsten Kinos der Zeit eingerichtet wurde. Die Elite-Lichtspiele bestanden von 1909 bis 1960. Der Gebäudekomplex besitzt drei Quergebäude, die miteinander verbunden sind und ist durchgehend viergeschossig mit ausgebauten Dachgeschossen und Kellerebenen. Neben der Bibliothek wird das Gebäude auch von anderen Firmen benutzt.
Die Bibliothek erstreckt sich über drei Höfe und drei Etagen auf 2200 m² Publikumsfläche mit einem Lesegarten im vierten Hof.

## Galerie

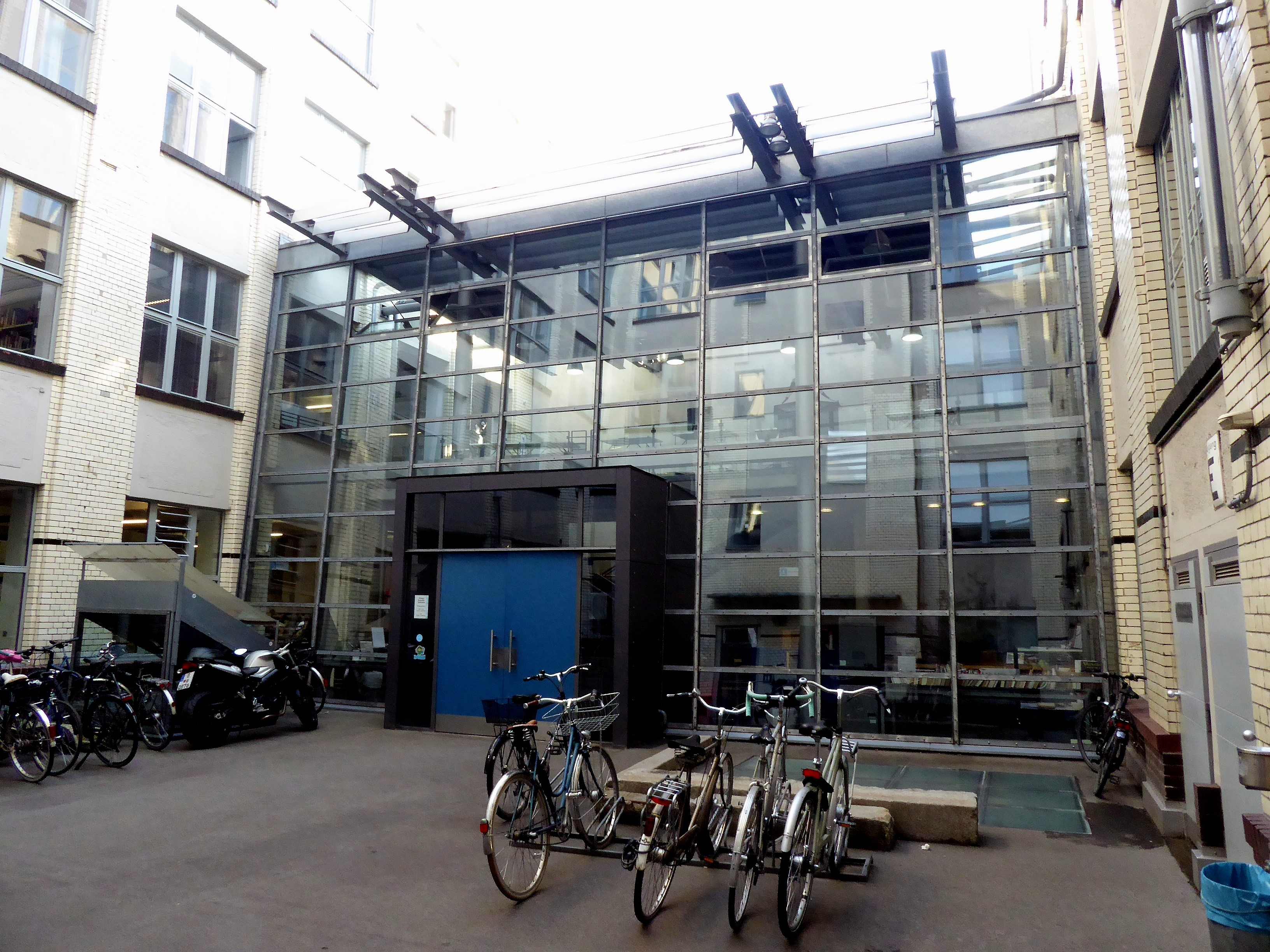
Übergang zwischen zwei Seitenflügeln
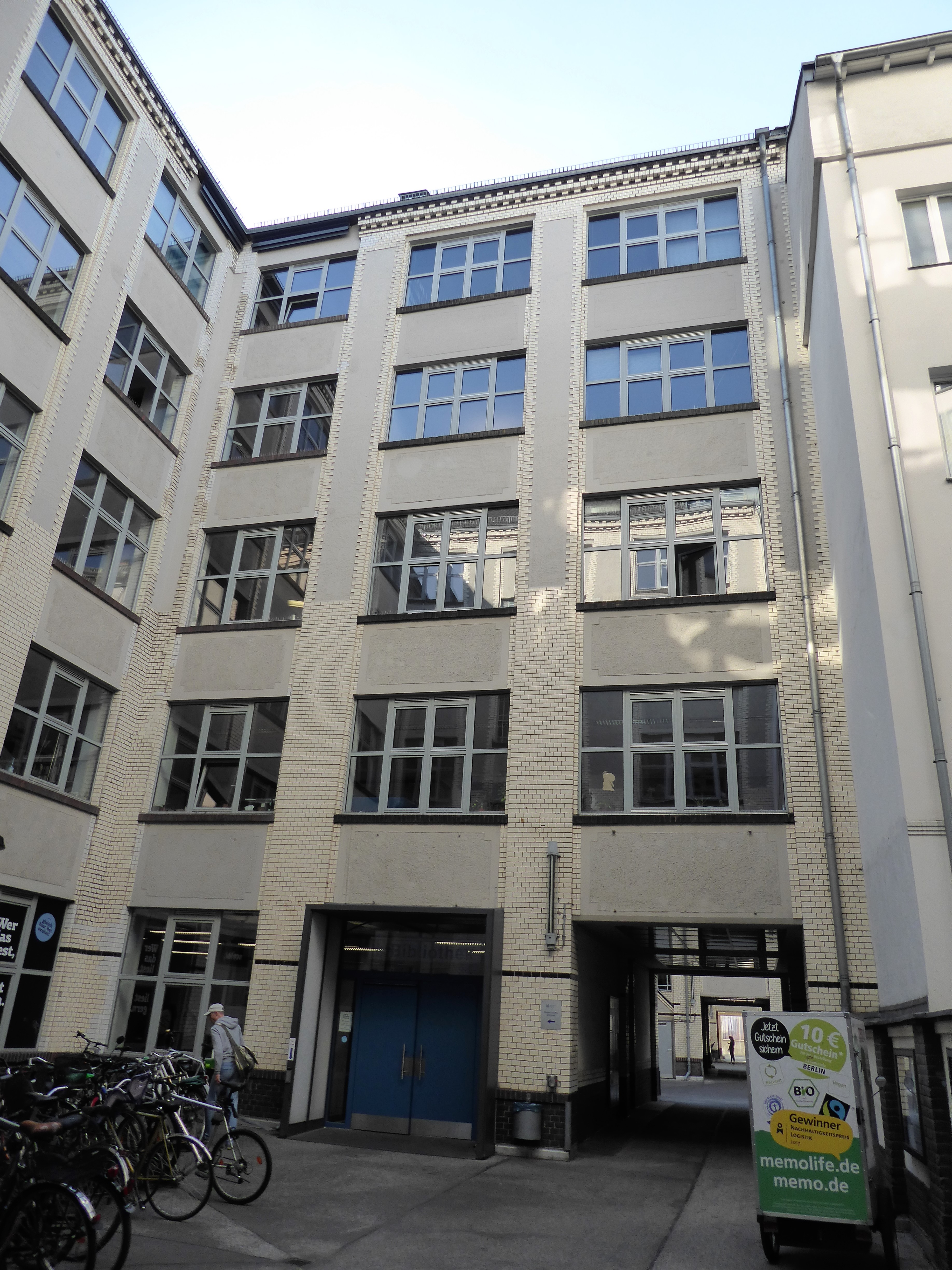
Eingangsbereich
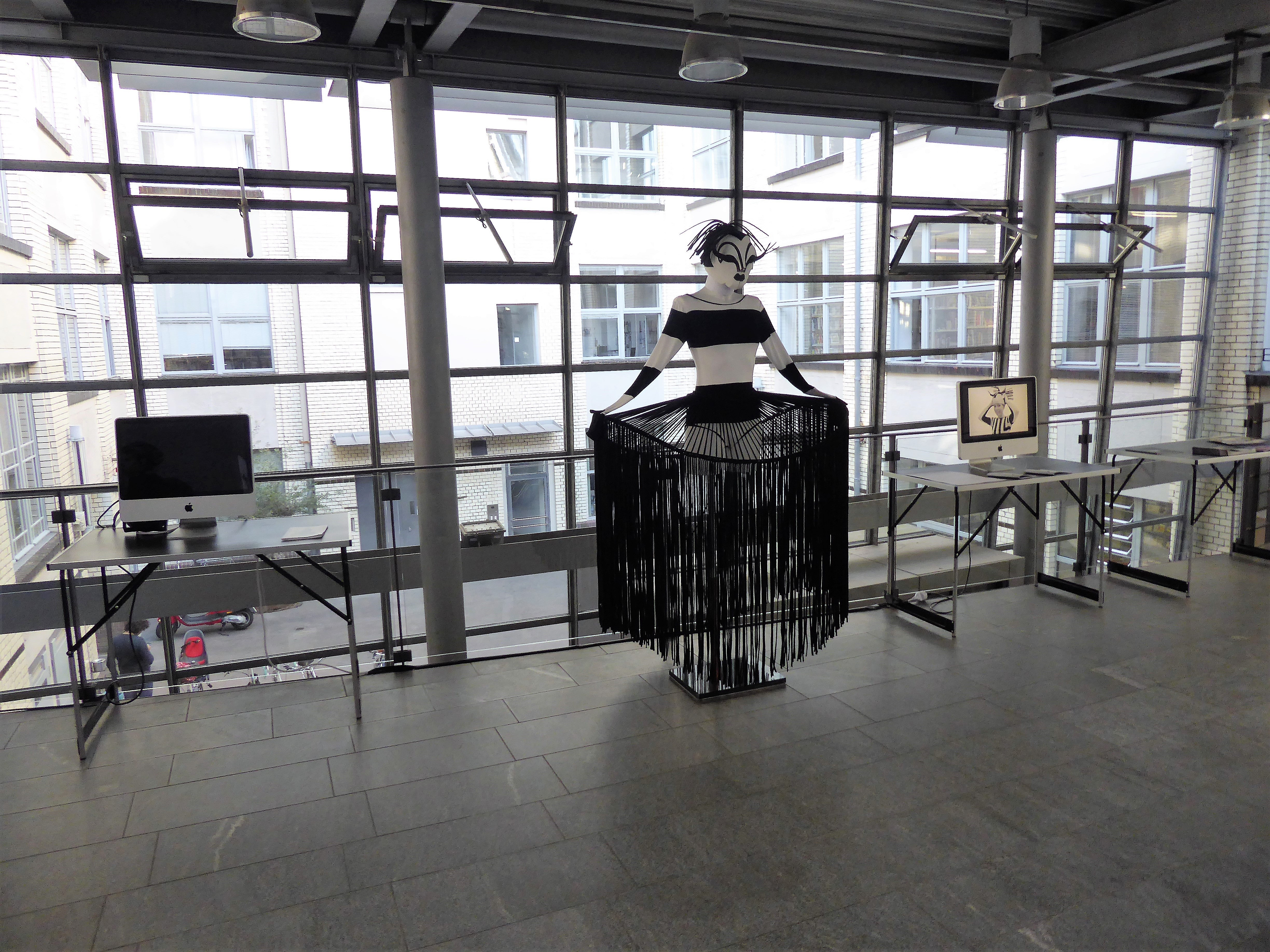
Ausstellung des mediencollege Berlin
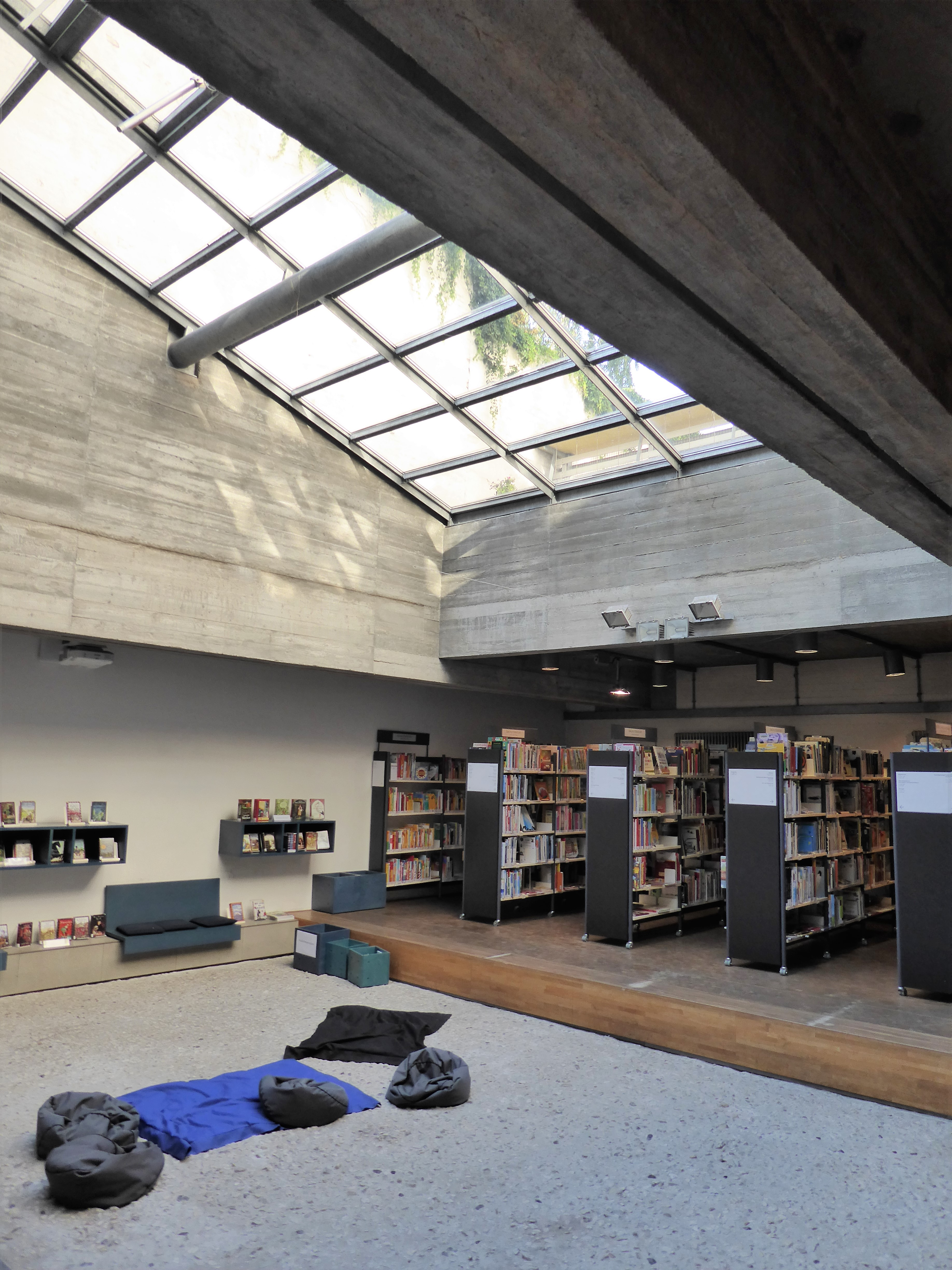
Ruhebereich
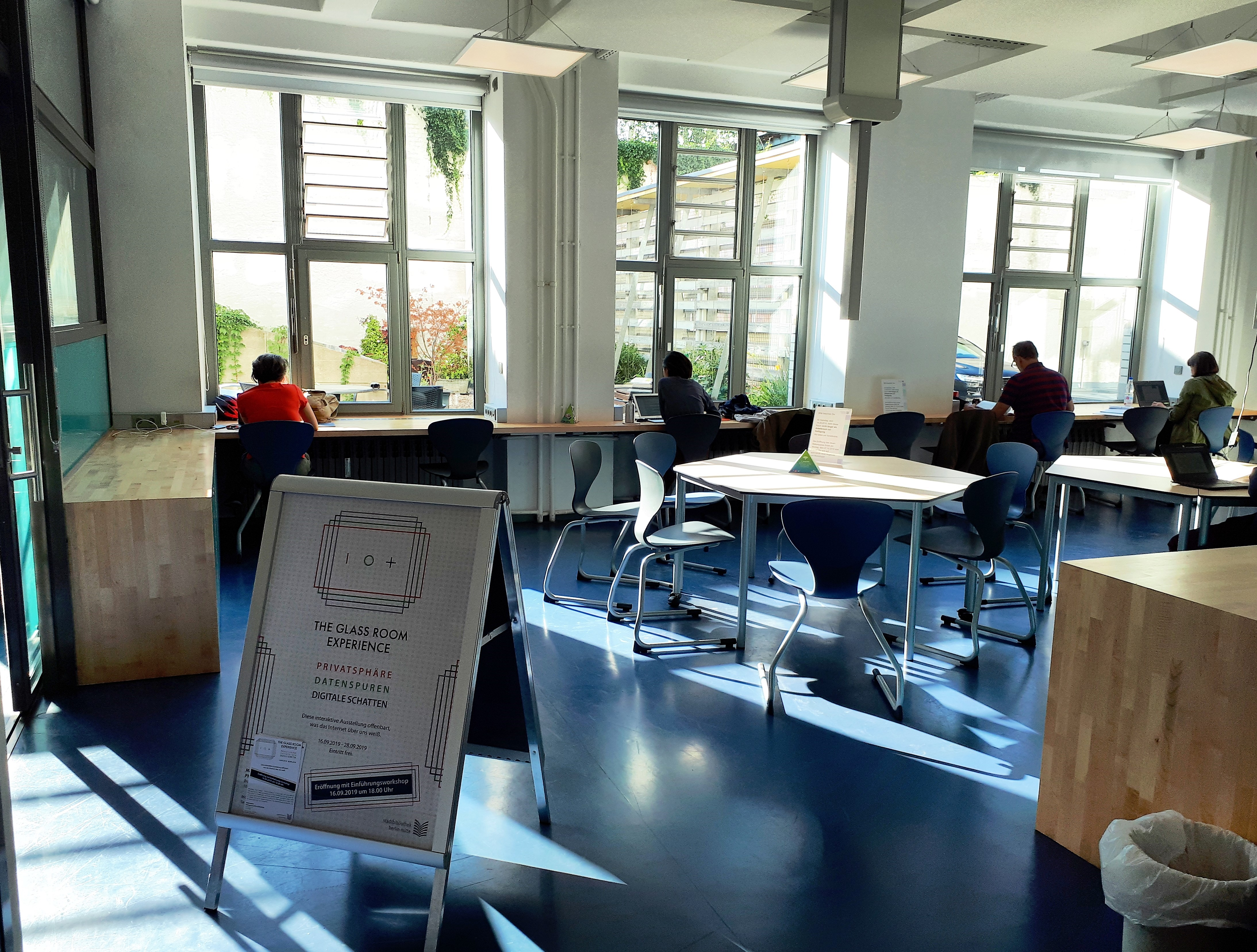
Computerzentrum
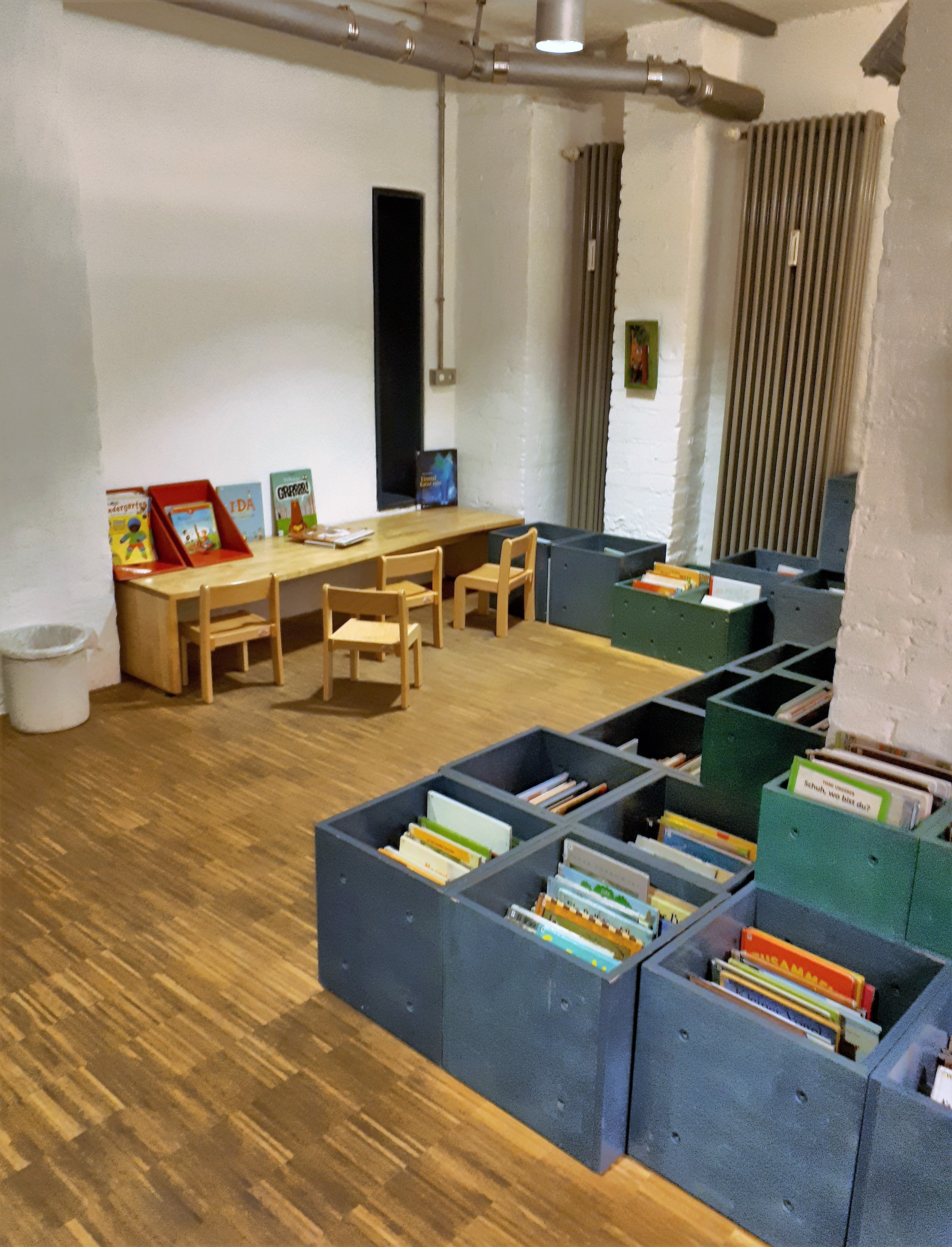
Kinderbereich